# Rhepoxynius vigitegus
Rhepoxynius vigitegus är en kräftdjursart som först beskrevs av J. L. Barnard 1971.  Rhepoxynius vigitegus ingår i släktet Rhepoxynius och familjen Phoxocephalidae. Inga underarter finns listade i Catalogue of Life.